# Борис Грозданов
Борис Крумов Грозданов е български учен и политик – народен представител от парламентарната група на ГЕРБ в XLI народно събрание. Владее немски и руски език. През 2015 г. XLIII народно събрание го избира за председател на Фискалния съвет.

## Биография
Борис Грозданов е роден в с. Якимово, Царство България на 16 януари 1946 г. Завършил е специалност „Финанси и кредит“ в Университета по икономика и финанси. Преподава в катедра „Публична администрация“ към СУ „Св. Климент Охридски“, както и в катедра „Финанси и счетоводство“ на Бургаския свободен университет.
На парламентарните избори през 2009 г. е избран за народен представител като мажоритарен кандидат на ГЕРБ от 23 МИР в София.